# Knock at the Cabin
Knock at the Cabin és una pel·lícula de terror psicològic apocalíptic dirigida per M. Night Shyamalan, que va escriure el guió a partir d'un esborrany inicial de Steve Desmond i Michael Sherman. Està basada en la novel·la del 2018 The Cabin at the End of the World de Paul G. Tremblay; la primera adaptació d'una de les seues obres. La pel·lícula és protagonitzada per Dave Bautista, Jonathan Groff, Ben Aldridge, Nikki Amuka-Bird, Kristen Cui, Abby Quinn i Rupert Grint. S'ha subtitulat al català.
Knock at the Cabin es va estrenar el 3 de febrer de 2023 per Universal Pictures, amb ressenyes generalment positives.

## Argument
Una família de tres persones està de vacances en una cabana remota, però de sobte són presos com a ostatges per quatre desconeguts, que exigeixen que sacrifiquen un dels seus per evitar l'apocalipsi.

## Repartiment
- Dave Bautista com a Leonard
- Jonathan Groff com a Eric
- Ben Aldridge com a Andrew
- Nikki Amuka-Bird com Sabrina
- Kristen Cui com a Wen
- Abby Quinn com Adriane
- Rupert Grint com a Redmond
- M. Night Shyamalan com a amfitrió del comercial informatiu

## Producció
Knock at the Cabin és una adaptació de la novel·la de terror del 2018 The Cabin at the End of the World de Paul G. Tremblay. L'autor havia signat una opció amb FilmNation Entertainment a finals de 2017, abans de la publicació del llibre, i va haver de mantenir en secret que la pel·lícula es basava en una de les seues novel·les fins al juliol de 2022. La Black List i la GLAAD List van enumerar l'esborrany inicial de Steve Desmond i Michael Sherman com un dels guions no produïts més populars del 2019. Mentre que un altre director hi treballava, M. Night Shyamalan va llegir el guió original i es va interessar per produir-lo. Shyamalan més tard va reescriure el guió i es va incorporar a dirigir el projecte com a part d'una associació de dues pel·lícules entre Universal Pictures i la seua companyia de producció Blinding Edge Pictures. Old (2021) va ser la primera pel·lícula d'aquest acord, sent Knock at the Cabin la segona. El primer esborrany estava a mitges el juliol de 2021 i el títol es va revelar a l'octubre. Shyamalan va dir que el guió era el més ràpid que havia escrit mai a la seua carrera.
Els càstings es van anunciar des del desembre del 2021 fins al juliol del 2022. Incloïen Dave Bautista, Rupert Grint, Nikki Amuka-Bird, Ben Aldridge, Jonathan Groff i Abby Quinn. La pel·lícula reuneix a Shyamalan amb Grint i Amuka-Bird, que van protagonitzar Servant i Old, respectivament. Shyamalan va citar l'actuació de Bautista a Blade Runner 2049 (2017) com la raó per la qual volia que protagonitzés Knock at the Cabin. La fotografia principal va tenir lloc al comtat de Burlington, Nova Jersey, del 19 d'abril al 10 de juny de 2022, amb el director de fotografia Jarin Blaschke. Shyamalan va rodar la pel·lícula amb lents dels anys 90 per donar-li un aspecte de "thriller de la vella escola". Durant la postproducció, Herdís Stefánsdóttir va compondre la partitura.
Knock at the Cabin es va estrenar a Nova York al Rose Hall el 30 de gener de 2023 i als cinemes el 3 de febrer de 2023. Inicilament l'estrena estava prevista per al 17 de febrer però avançar dues setmanes per evitar la competència amb Ant-Man and the Wasp: Quantumania.